# Dacelo
Dacelo (Leach, 1815) è un genere di uccelli della famiglia Alcedinidae, originario dell'Australia e della Nuova Guinea.
Comprende quattro specie comunemente chiamate kookaburra. Il termine deriva dalla parola onomatopeica gaagabuura nella lingua degli indigeni Wiradjuri che imita il verso di questi uccelli.
Il verso è infatti una delle principali caratteristiche distintive dei kookaburra: sono soliti emettere richiami stridenti simili ad una risata umana.

## Tassonomia
I kookaburra appartengono alla famiglia Alcedinidae, la stessa di cui fanno parte le varie specie di martin pescatore; per questo vengono chiamati anche martin pescatori australiani.
Il genere comprende quattro specie, tutte distribuite solo in Australia, Nuova Guinea e nelle Isole Aru:
- Dacelo novaeguineae (Hermann, 1783) - kookaburra sghignazzante
- Dacelo leachii Vigors & Horsfield, 1827 - kookaburra dalle ali azzurre
- Dacelo tyro Gray, GR, 1858 - kookaburra ornato
- Dacelo gaudichaud Quoy & Gaimard, 1824 - kookaburra dal ventre rossiccio

Il kookaburra sghignazzante e il kookaburra dalle ali blu sono i più diffusi e conosciuti; condividono gran parte degli areali e dei modelli comportamentali, entrando spesso in competizione. Questo ha portato ad ipotizzare che le due specie possano essersi evolute a partire da un progenitore comune e differenziatesi per speciazione allopatrica in seguito ad un periodo di isolamento, presumibilmente quando l'Australia e la Nuova Guinea erano più distaccate. Secondo questa teoria, le specie sarebbero poi rientrate in contatto solo in tempi geologici relativamente recenti, in seguito al riavvicinamento geologico delle due isole.

## Etologia

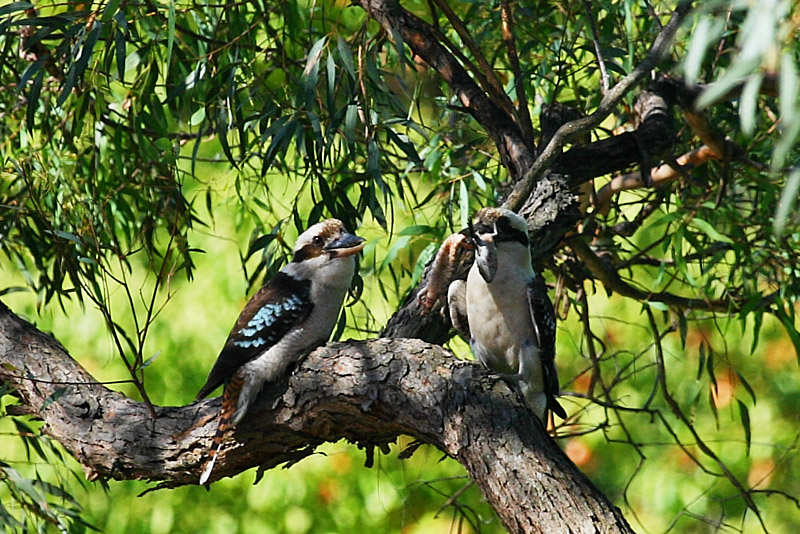
Kookaburra sghignazzanti intenti a mangiare una lucertola.

Tutti i kookaburra sono carnivori ed insettivori; si nutrono principalmente di lucertole, piccoli serpenti, insetti e topi. Spesso predano anche i pulcini di altri uccelli, rapendoli dai nidi. Non è raro che alcuni esemplari abbastanza socievoli o coraggiosi accettino cibo dagli uomini, giungendo a nutrirsi dalle mani tese; in alcune situazioni arrivano anche a rubare carne cruda o cotta lasciata all'aperto e non sorvegliata.
Possono essere agevolmente allevati in cattività e, specialmente se cresciuti fin da piccoli e curati con attenzione, possono diventare buoni animali di compagnia. Tuttavia, la dieta che richiede carne cruda può essere difficile da soddisfare, così come la necessità di fornire loro gabbie sufficientemente grandi da permettere loro di effettuare dei pur brevi voli. In aggiunta, il verso stridulo ed acuto è spesso fastidioso.

## I kookaburra nella cultura di massa
La grande distribuzione dei kookaburra, presenti anche nelle zone abitate, l'assenza di timore verso gli esseri umani ed i richiami penetranti hanno reso questi uccelli molto popolari in Australia, dove sono considerati simbolo nazionale. Un kookaburra fu una delle tre mascotte ufficiali della XXVII Olimpiade, che si svolse nel 2000 a Sydney (le altre due erano un'echidna e un ornitorinco). Un kookaburra campeggia su una serie speciale di monete emessa dal governo australiano a partire dal 1990. A questo uccello è dedicata una canzone per bambini molto celebre in Australia. Una canzone intitolata "Kookaburra" è presente nell'album Aikea-Guinea del gruppo scozzese Cocteau Twins. Il kookaburra è anche il protagonista di una canzone cantata da Chloe nella popolare serie televisiva Dr. Who, nell'episodio 11 della seconda stagione.